# Elefante e altri racconti
Elefante e altri racconti (Elephant and Other Stories) è una raccolta di racconti  dello scrittore statunitense Raymond Carver.
Traduzione italiana di Riccardo Duranti. Prima edizione italiana: Chi ha usato questo letto, Garzanti, 1992. Presente col titolo più fedele di "Elefante e altri racconti" in "Raymond Carver, tutti i racconti", I Meridiani, Arnoldo Mondadori, settembre 2005.

## Lista dei racconti
- Scatole
- Chiunque abbia usato questo letto
- Intimità
- Menudo
- Elefante
- Pasticcio di merli
- L'incarico